# 슈바르츠발트

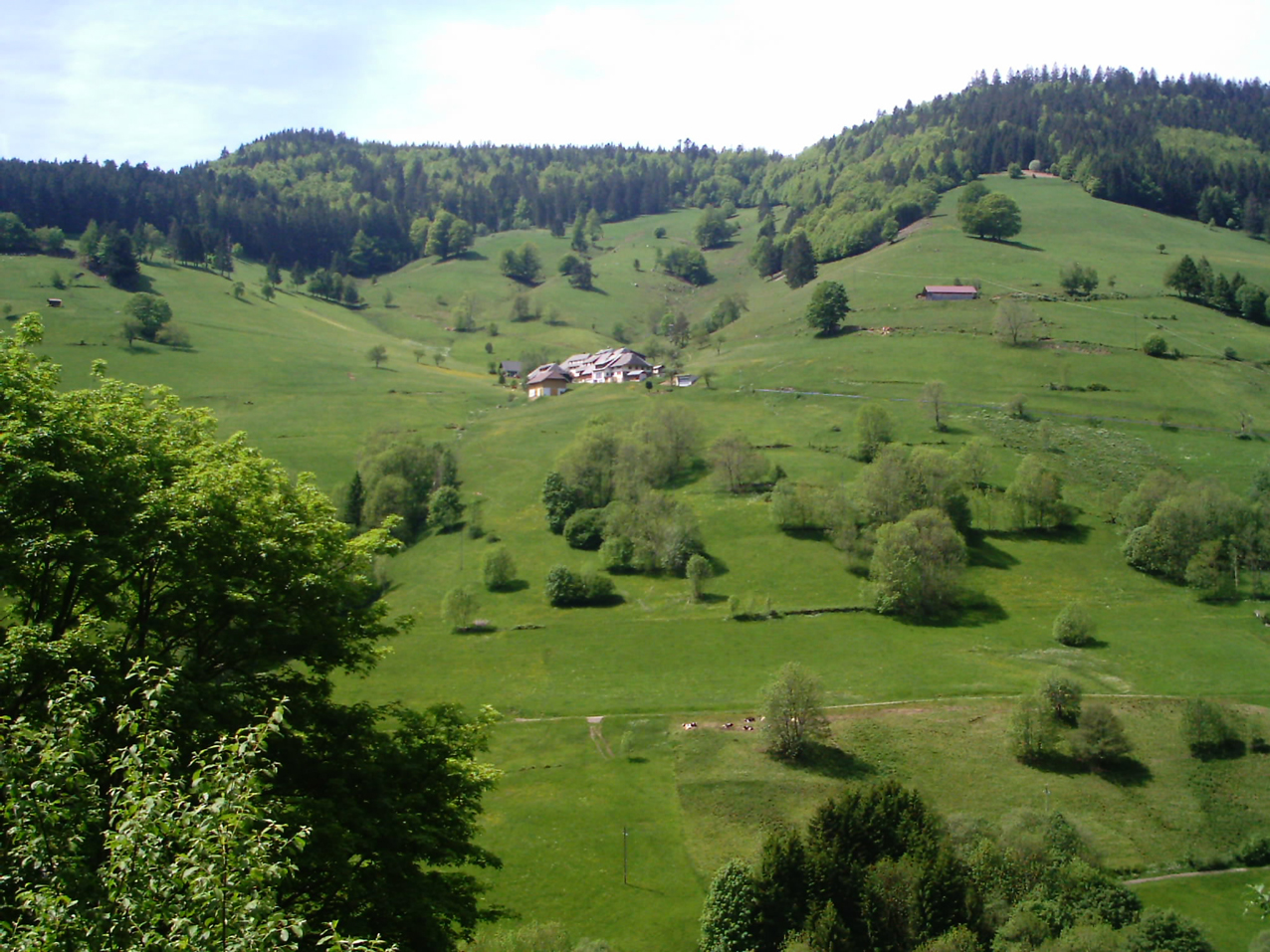
슈바르츠발트

초록색으로 슈바르츠발트의 위치를 나타내는 독일 지도.

슈바르츠발트(독일어: Schwarzwald, 문화어: 슈와르쯔왈드)는 독일 남서부 바덴뷔르템베르크주의 숲과 산악 지역이다. 숲이 울창하여 검은 숲이라고 부른다. 넓이는 6,009.2km2이며 가로 60km, 세로 200km의 직사각형 모양을 띠고 있다.

## 지리
바덴 지방에 위치하며 북쪽으로는 바덴바덴, 동쪽으로는 슈투트가르트, 남쪽으로는 프라이부르크임브라이스가우, 서쪽으로는 프랑스 알자스 지방과 접한다. 슈바르츠발트의 서쪽, 남쪽에는 라인강이 흐르고 있고 도나우강, 네카어강을 비롯한 여러 강들이 합류한다.
슈바르츠발트에서 가장 높은 봉우리는 해발고도 1,493m에 이르는 펠트베르크산(Feldberg)이다. 슈바르츠발트의 주요 산업으로는 임업, 관광업, 정밀 산업(뻐꾸기 시계, 장난감, 목공예품 제조)이 있다.

### 주요 산
- 펠트베르크 산 (Feldberg, 높이 1,493m)
- 제부크 산 (Seebuck, 높이 1,448m)
- 헤르초겐호른 산 (Herzogenhorn, 높이 1,415m)
- 벨헨 산 (Belchen, 높이 1,414m)
- 토터만 산 (Toter Mann, 높이 1,321m)
- 슈피스호른 산 (Spießhorn, 높이 1,349m)
- 베어할데 산 (Bärhalde, 높이 1,317m)
- 블뢰슬링 산 (Blößling, 높이 1,309m)
- 샤우인슬란트 산 (Schauinsland, 높이 1,284m)
- 합스베르크 산 (Habsberg, 높이 1,274m）
- 비스발트코프 산 (Wieswaldkopf, 높이 1,270m)
- 호흐코프 산 (Hochkopf, 높이 1,263m)

## 역사
기원전 4000년경부터 사람이 살았으며 철기 시대인 기원전 800년 무렵에는 켈트족의 이주가 진행되었다. 10세기 말부터 11세기 사이에 수도원이 건립되었다. 1524년부터 1525년 사이에 일어난 독일 농민전쟁의 도화선이 된 곳이기도 하다.

## 같이 보기
- 슈바르츠발트 케이크
- 슈바르츠발트 햄